# Мерса-Матрух
Мерса-Матрух (араб. مرسى مطروح) — місто на північному заході Єгипту, морський порт на узбережжі Середземного моря. Столиця губернаторства Матрух знаходиться приблизно за 240 км на захід від Александрії та за 222 км від Соллум, на головному шосе від дельти Нілу на трасі Александрія — кордон з Лівією. Місто має міжнародний аеропорт. Найпопулярніший літній курорт серед населення Каїра. Численні готелі і туристичні комплекси.

## Клімат
Місто знаходиться у зоні, що характеризується кліматом тропічних пустель. Найтепліший місяць — серпень із середньою температурою 25 °C (77 °F). Найхолодніший місяць — січень, із середньою температурою 12.8 °С (55 °F).
| Клімат Мерса-Матруха    | Клімат Мерса-Матруха | Клімат Мерса-Матруха | Клімат Мерса-Матруха | Клімат Мерса-Матруха | Клімат Мерса-Матруха | Клімат Мерса-Матруха | Клімат Мерса-Матруха | Клімат Мерса-Матруха | Клімат Мерса-Матруха | Клімат Мерса-Матруха | Клімат Мерса-Матруха | Клімат Мерса-Матруха | Клімат Мерса-Матруха |
| Показник                | Січ.                 | Лют.                 | Бер.                 | Квіт.                | Трав.                | Черв.                | Лип.                 | Серп.                | Вер.                 | Жовт.                | Лист.                | Груд.                | Рік                  |
| Абсолютний максимум, °C | 25                   | 30                   | 36                   | 40                   | 43                   | 42                   | 36                   | 39                   | 40                   | 37                   | 33                   | 28                   | 43                   |
| Середній максимум, °C   | 17                   | 18                   | 20                   | 22                   | 23                   | 26                   | 27                   | 28                   | 28                   | 26                   | 23                   | 20                   | 23                   |
| Середня температура, °C | 12                   | 13                   | 15                   | 17                   | 19                   | 22                   | 24                   | 25                   | 24                   | 22                   | 18                   | 15                   | 19                   |
| Середній мінімум, °C    | 8                    | 8                    | 10                   | 13                   | 16                   | 19                   | 21                   | 22                   | 21                   | 18                   | 14                   | 10                   | 15                   |
| Абсолютний мінімум, °C  | 1                    | 2                    | 4                    | 6                    | 7                    | 13                   | 15                   | 17                   | 15                   | 11                   | 7                    | 3                    | 1                    |
| Норма опадів, мм        | 50                   | 40                   | 30                   | 20                   | 10                   | 0                    | 0                    | 10                   | 10                   | 70                   | 40                   | 90                   | 410                  |
| Днів з дощем            | 4                    | 3                    | 3                    | 2                    | 1                    | 0                    | 0                    | 0                    | 0                    | 5                    | 3                    | 8                    | 34                   |
| Вологість повітря, %    | 69                   | 67                   | 67                   | 66                   | 68                   | 72                   | 79                   | 77                   | 74                   | 71                   | 72                   | 70                   | 71                   |
| ----------------------- | -------------------- | -------------------- | -------------------- | -------------------- | -------------------- | -------------------- | -------------------- | -------------------- | -------------------- | -------------------- | -------------------- | -------------------- | -------------------- |
| Джерело: Weatherbase    |                      |                      |                      |                      |                      |                      |                      |                      |                      |                      |                      |                      |                      |

## Відео
- Marsa Matrouh — Egypt